# Capella de Sant Julià
La capella de Sant Julià és una església integrada dintre el tancament del cementiri del poble de Vilagrasseta (Segarra) inclòs a l'Inventari del Patrimoni Arquitectònic de Catalunya.

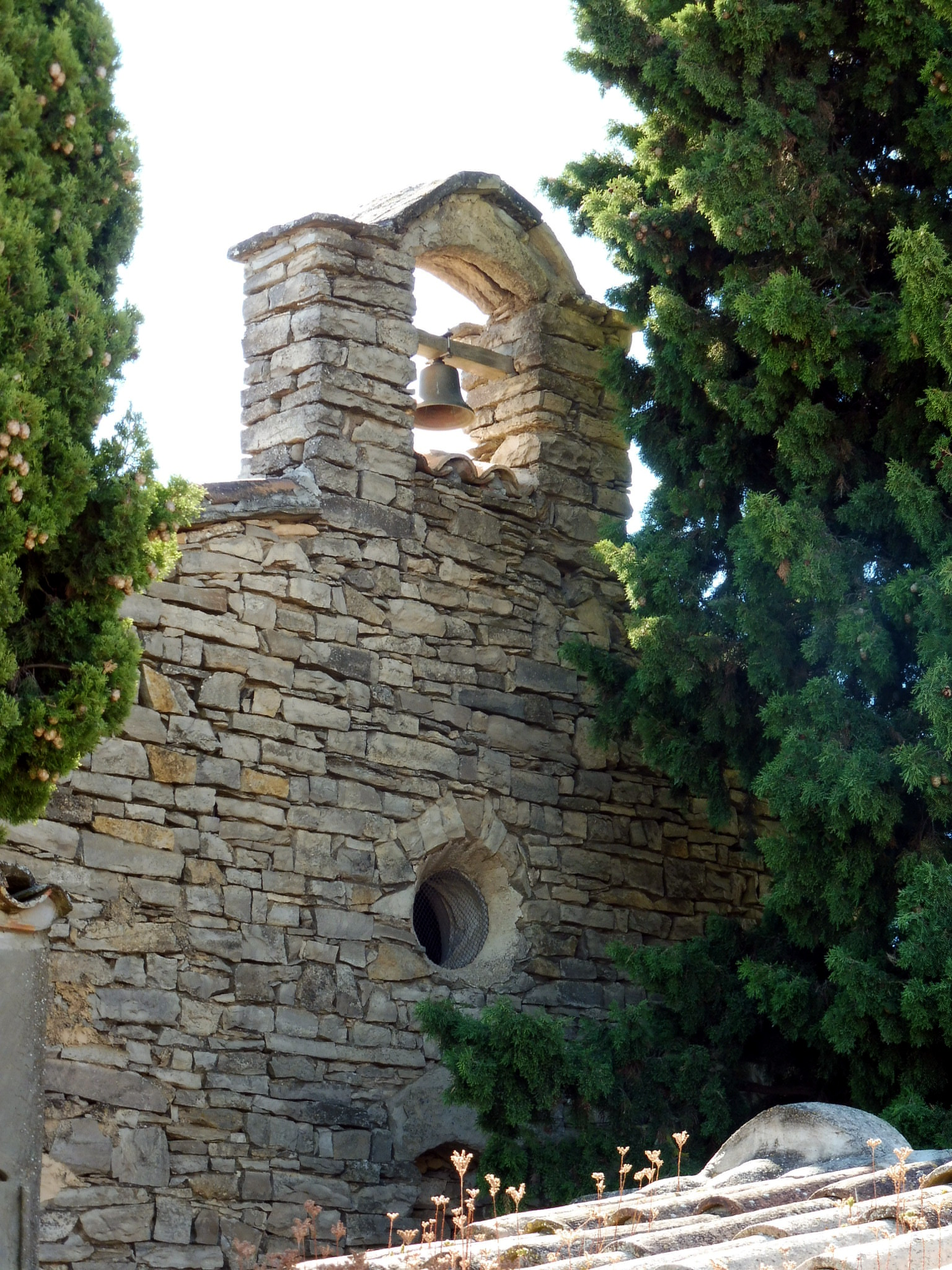
Espadanya

Aquesta, de planta rectangular, té d'una nau de canó, capçalera plana, ràfec de teula al seu perímetre i coberta a doble vessant. La seva façana principal s'obre a l'interior del cementiri, a partir duna porta d'accés d'arc de mig punt adovellada. Damunt d'aquesta i seguint l'eix vertical, se situa una fornícula buida, un òcul i finalment, corona tota la façana, un campanar d'espadanya d'un ull. L'obra presenta un parament paredat, així com, carreus de pedra del país a la porta d'accés de l'edifici.